# Сухопутні війська Збройних сил України
Сухопутні війська Збройних Сил України (абр. СВ ЗСУ) — найчисленніший самостійний вид Збройних Сил України, головний носій їх бойової могутності, призначений для ведення бойових дій переважно на суходолі.
За даними видання The Military Balance 2023 року, Сухопутні війська України мали чисельність у 250 000 військовослужбовців. Вони були організовані у 4 оперативних командування. Окремі частини:
- 2 танкові бригади;
- 9 механізованих і 2 гірські бригади;
- 4 мотопіхотних і 1 легкопіхотна бригада;
- 1 ракетна, 5 артилерійських бригад, 1 бригада РСЗВ, 1 полк РСЗВ, 1 бригада арт. розвідки;
- 2 бригади, 5 полків інженерних військ, 1 полк РХБЗ;
- 1 полк і додаткові підрозділи РЕБ;
- 4 полки зв'язку;
- 4 бригади армійської авіації;
- 4 полки протиповітряної оборони.

Додатково резервні частини:
- 3 танкові бригади;
- 4 механізованих бригади;
- 1 мотопіхотна і 1 легкопіхотна бригада;
- 2 артилерійські бригади.

За даними видання The Military Balance 2023 року, Сухопутні війська України мали в строю:
- 953 танки різних типів і модифікацій (500 Т-72, 250 Т-64, 80 Т-80, та інші);
- 770 бойових машин піхоти (озброєних автоматичною гарматою: гусеничні БМП-1, БМП-2, БМП-3, YPR-765 тощо, та колісні БТР-3, БТР-4 тощо);
- 1159 бронетранспортерів (без озброєння або з кулеметами: гусеничні M113, та колісні БТР-60, БТР-70, БТР-80, ACSV);
- 200 розвідувальних бронемашин (класу БРДМ-2, БРМ-1)
- 512 самохідні артилерійські установки;
- понад 493 причіпних гармат і гаубиць;
- 231 реактивна система залпового вогню різного калібру;
- 300 мінометів калібру 120 мм;
- певна кількість тактичних ракетних комплексів Точка-У;
- близько 35 ударних гелікоптерів Мі-24 і 15 багатофункціональних Мі-8;
- різноманітні системи ударних БПЛА масою до 20 кг;
- понад 81 зенітних ракетних систем («Оса-АКМ», «Стріла-10», «Ігла», «Тор», С-300В);
- зенітні артилерійські системи (ЗСУ-23-4 «Шилка», Gepard, ЗУ-23-2, С-60).

## Завдання
Сухопутні війська Збройних Сил України призначені для:
- запобігання, нейтралізації (ліквідації) потенційних загроз національним інтересам України;
- посилення охорони державного кордону та найнебезпечніших ділянок морського узбережжя на загрозливих напрямках;
- прикриття ділянок державного кордону, які прилягають до району збройного конфлікту;
- ведення розвідки; здійснення оперативного розгортання військ;
- проведення демонстративних дій;
- проведення операції угруповання ОСШР, оперативного угруповання військ (сил);
- участь у протидесантних та спеціальних операціях;
- участь у протиповітряній обороні держави;
- ведення територіальної оборони у визначених зонах;
- участь у заходах з ліквідації наслідків надзвичайних ситуацій природного та техногенного характеру;
- участь у прикритті визначених важливих державних об'єктів від можливих терористичних атак з використанням літальних апаратів та інших засобів повітряного нападу;
- забезпечення захисту об'єктів Сухопутних військ Збройних Сил України від терористичних посягань;
- участь у проведенні антитерористичних операцій на військових об'єктах.
- Захист громадян України від террористичної загрози від будь-якої країни.

## Історія
Сучасні Сухопутні війська ведуть свій початок від Армії Української Народної Республіки та Української Галицької Армії 1917—1922 років. Брали участь у Війні за незалежність (Радянсько-українська війна), Польсько-українській та Радянсько-польській війнах.
6 грудня 1991 Верховна Рада України прийняла закони «Про оборону України» та «Про Збройні Сили України», в яких проголошувалося створення збройних сил країни. Того ж дня було затверджено текст військової присяги, яку склав перший Міністр оборони України Костянтин Морозов в залі Верховної Ради.
30 грудня 1991, під час першої зустрічі глав держав щойно утвореного СНД, президент України Леонід Кравчук заявив, що з 3 січня 1992 всі війська, які дислокуються на території України, будуть приводитися до добровільної присяги на вірність народу України.
Також на територію України незадовго до цього були передислоковані деякі формування ЗС СРСР, які на момент розпаду СРСР перебували на території країн Організації Варшавського договору в складі ЗГВ, ПнГВ, ЦГВ і ПдГВ:
- 7-ма гвардійська танкова Київсько-Берлінська ордена Леніна двічі Червонопрапорна ордена Суворова дивізія;
- 13-та гвардійська танкова Полтавська ордена Леніна, двічі Червонопрапорна, орденів Суворова і Кутузова дивізія;
- 20-та танкова Звенигородська Червонопрапорна дивізія (фактично — тільки 76-й танковий полк);
- 25-та танкова Червонопрапорна дивізія;
- 32-га гвардійська танкова Полтавська Червонопрапорна, орденів Суворова і Кутузова дивізія;
- 39-та гвардійська мотострілецька Барвінківська ордені Леніна, двічі Червонопрапорна, орденів Суворова і Богдана Хмельницького дивізія;
- 48-ма мотострілецька Ропшинська ордена Жовтневої Революції, Червонопрапорна дивізія імені М. І. Калініна;
- 93-тя гвардійська мотострілецька Харківська, двічі Червонопрапорна, орденів Суворова і Кутузова дивізія;
- 207-ма мотострілецька Померанська Червонопрапорна, ордена Суворова дивізія (окрім 33-го і 41-го мотострілецьких полків);
- 254-та мотострілецька Черкаська ордена Леніна, Червонопрапорна, орденів Суворова, Кутузова і Богдана Хмельницького дивізія.

Таким чином, після розпаду СРСР і проголошення незалежності, Україна отримала одну з найсильніших армій у світі, чисельність якої налічувала 780 000 чоловік, 6500 танків, 7000 бойових броньованих машин, 7200 артилерійських систем, 900 вертольотів і 2500 одиниць тактичної ядерної зброї. У момент утворення збройних сил в Україні діяли три військові округи: Київський, Одеський і Прикарпатський, з 1991 по 1997 — два: Одеський і Прикарпатський. Військовий округ охоплював територію кількох областей і іменувався за територіальною ознакою. Був призначений для виконання оперативних, мобілізаційних і військово-адміністративних завдань. Округ очолював командувач військами, який підпорядковувався міністру оборони України, а також командувачу Сухопутних військ. Призначався Президентом України за поданням міністра оборони. У межах своїх повноважень командувач військами військового округу видавав накази і директиви.
Указом Президента України № 368/96 від 23 травня 1996 року в складі Збройних Сил України було створено Командування Сухопутних військ України, якому були підпорядковані органи управління і війська військових округів.
До 2005 року, згідно з Державною програмою будівництва Збройних Сил України, на базі колишніх військових округів були створені оперативні командування: «Захід», «Північ» і «Південь».
У 2010 році до їх складу входили два оперативні командування, одне територіальне управління, 17 бойових бригад (2 танкові, 8 механізованих, 1 повітряно-десантна, 2 аеромобільні, 1 ракетна і 3 артилерійські), 14 окремих бойових полків (1 механізований, 1 аеромобільний, 3 спеціального призначення — включаючи Президентський полк, 3 реактивних артилерійських, 3 зенітно-ракетних, 2 вертолітні Армійські авіації і 1 полк РЕБ) і 9 окремих полків бойового забезпечення (4 інженерних, 4 — зв'язку, 1 — радіаційного, хімічного і біологічного захисту), інші окремі частини і установи рівня полку і нижче, а також 169-й навчальний центр «Десна» (приблизно відповідає окремій механізованій дивізії).

### Російсько-українська війна
Загальна чисельність Сухопутних сил станом на початок 2013 року становила 57 000 чоловік особового складу, 686 танків, 72 бойових вертольоти, 2065 бойових броньованих машин, 716 артилерійських систем (гармат, мінометів і реактивних систем залпового вогню) калібру 100-мм і більше.
У травні 2017 року було анонсоване формування нових бойових і навчальних частин, та експеримент з реорганізації військових комісаріатів.

## Миротворча діяльність
Підтримання міжнародного миру і безпеки є одним з пріоритетних напрямів зовнішньої політики України. Участь у міжнародних миротворчих операціях стала одним з важливих зовнішньополітичних здобутків нашої держави, що стало справжньою школою практичного досвіду, злагодженості та взаємодії для Збройних Сил України.
Україна розпочала миротворчу діяльність у 1992 році. За ці роки за межі держави було відправлено 19 військових формувань типу бригада, батальйон, рота, ескадрилья, загін. Практично залучалось до участі у миротворчій діяльності майже 30 тисячі осіб, понад 2,5 тисячі одиниць техніки, 38 вертольотів.
З 1994 року Україна приєдналась до Програми «Партнерство заради миру», одним з найважливіших напрямів якої є участь підрозділів Збройних Сил України в операціях з підтримання миру.
Участь з'єднань та частин Сухопутних військ України у навчаннях із миротворчої тематики сприяють зміцненню міжнародного авторитету України, відіграють значну роль у підготовці Сухопутних військ. Щорічна програми передбачає цілу низку різноманітних заходів — від широкомасштабних військових маневрів до великих семінарів. Набутий досвід допомагає спільно діяти в операціях по підтриманню миру, пошуково-рятувальних операціях, наданні гуманітарної допомоги. Для наших миротворців, серед яких більшість — контрактники, служба у миротворчих контингентах це чудова можливість побачити світ. Сьогодні у Сухопутних військах України відрядження за кордон у армії країн всього світу стали звичайною справою. Наші військовики переймають там досвід, вивчають мову, техніку. Разом з тим іноземцям теж є чому в нас повчитися. І вони охоче це роблять. Про це свідчать чисельні спільні навчання які на слуху у всьому світі — «Щит миру», «Козацький степ» та інші. Лише в цьому році таких навчань відбулося більше десяти.
Сьогодні у складі місій та сил виконують завдання за призначенням 2 українських миротворчих контингентів:
- Балкани — національний контингент (УКРПОЛБАТу) в складі КФОР у Косово;
- 56 окремий вертолітний загін Місії ООН у Республіці Ліберія.

Загалом на сьогоднішній день[на коли?] у складі миротворчих контингентів України виконують завдання за призначенням 500 військовослужбовців, 1215 од. різноманітної техніки та 14 вертольотів.
Спектр завдань, які виконують миротворчі підрозділи, є досить широким. Характер завдань відповідає вимогам статті 6 Статуту ООН і базується на загальноприйнятих вимогах до проведення операцій з підтримки миру:
- чергування на постах спостереження, патрулювання у зоні відповідальності, охорона церков, супроводження конвоїв;
- повітряні перевезення персоналу місії, високоповажних осіб та вантажів, патрулювання та спостереження, супроводження переміщення військ, пошуково-рятувальні операції та медична евакуація (56 овз);
- супровід конвоїв з гуманітарним вантажем, паливом, матеріально-технічними засобами, надання гуманітарної допомоги місцевому населенню (усі підрозділи).

Активну позицію України та її Збройних Сил в миротворчій діяльності показує офіційна статистика ООН, за якою Україна в 2009 році увійшла в першу десятку країн-контрибуторів ООН.
Оцінка діяльності наших миротворців є найвищою, багато з них відзначено державними нагородами України, іноземних держав, ООН та НАТО.

## Структура

### Командування Сухопутних військ

Оперативні командування СВ ЗСУ
Оперативне командування «Захід»
Оперативне командування «Північ»
Оперативне командування «Схід»
Оперативне командування «Південь»
Крим

- Оперативне командування «Захід»
- Оперативне командування «Південь»
- Оперативне командування «Північ»
- Оперативне командування «Схід»

### Роди військ
Механізовані, штурмові, танкові війська та піхота
Механізовані, танкові та гірсько-штурмові війська, що складають основу Сухопутних військ, виконують завдання щодо утримання зайнятих районів, рубежів і позицій, відбиття ударів противника, прориву оборони противника, розгрому його військ, захоплення важливих районів, рубежів і об'єктів, діють у складі морських та повітряних десантів.
До складу механізованих, штурмових, гірсько-штурмових і танкових військ входять механізовані, мотопіхотні, піхотні, штурмові та танкові батальйони , полки і бригади. 
На озброєнні визначених з'єднань і частин механізованих і танкових військ знаходиться бойова техніка:
- танки Т-64Б, Т-64БВ, Т-64БМ Булат, Т-72, Т-72АМТ, Т-72Б3, Т-80, Т-80БВ, Т-80УД, Т-80УК, Т-80БВМ, Т-84 «Оплот», Т-90, БМ Оплот;
- бронетранспортери БТР-60, БТР-70, БТР-80, БТР-82, БТР-3, БТР-4, БТР-7;
- бойові машини піхоти БМП-1, БМП-1У, БМП-2, БМП-3;
- бойові розвідувальні машини та бойові розвідувально-дозорні машини БРМ-1К, БРДМ-2

Артилерія
Ракетні війська та артилерія Сухопутних військ складаються із з'єднань оперативно-тактичних і тактичних ракет, з'єднань і частин гаубичної, гарматної, реактивної та протитанкової артилерії, артилерійської розвідки, мінометних підрозділів та підрозділів протитанкових керованих ракет. Вони призначені для ураження живої сили, танків, артилерії, протитанкових засобів противника, авіації, об'єктів ППО та інших важливих об'єктів при веденні загальновійськової операції (бою).
На озброєнні з'єднань, частин та підрозділів РВіА знаходяться:
- ракетні комплекси оперативно-тактичних, Точка, Точка-У, Сапсан;
- реактивні системи залпового вогню типу Смерч, Вільха, Ураган, Буревій, Град, Бастіон-03, Бастіон-01, Торнадо-Г, RM-70;, M142 HIMARS, M270 MLRS, MARS 2, LRU, ТОС-1А
- самохідні гармати «Гіацинт», «Піон», «Акація», «Гвоздика», Мста-С, Нона, Нона-СВК, AHS Krab, Archer, AS-90, Dana, Zuzana;
- причіпні гаубиці M777, M119, Мста-Б, Гіацинт-Б;
- протитанкові засоби «Штурм», «Конкурс», «Рапіра».

Армійська авіація
Армійська авіація є найбільш маневреним родом Сухопутних військ, призначеним для виконання завдань у різноманітних умовах загальновійськового бою.
Частини і підрозділи армійської авіації ведуть розвідку, знищують бойову техніку та живу силу противника, здійснюють вогневу підтримку під час наступу чи контратаки, висаджують тактичні десанти, доставляють у вказані райони бойову техніку та особовий склад, виконують інші важливі завдання.
| Назва формування                        | Місце дислокації                  | Приналежність                  |
| --------------------------------------- | --------------------------------- | ------------------------------ |
| 11-та окрема бригада армійської авіації | с. Чорнобаївка, Херсонської обл.  | Командування сухопутних військ |
| 12-та окрема бригада армійської авіації | м. Новий Калинів, Львівської обл. | Командування сухопутних військ |
| 16-та окрема бригада армійської авіації | м. Броди, Львівської обл.         | Командування сухопутних військ |
| 18-та окрема бригада армійської авіації | м. Полтава                        | Командування сухопутних військ |

З'єднання та частини армійської авіації Сухопутних військ мають на озброєнні вертольоти типу Мі-2, Мі-8, Мі-9, Мі-24, Мі-26 та їх модифікації.
Війська протиповітряної оборони Сухопутних військ
Війська протиповітряної оборони Сухопутних військ призначені для прикриття військ від ударів противника з повітря у всіх видах бойових дій, при перегрупуванні та розташуванні їх на місці.
На озброєнні військ ППО Сухопутних військ знаходяться ефективні зенітні ракетні та зенітні артилерійські системи і комплекси, які характеризуються високою скорострільністю, живучістю, маневреністю, здатністю діяти за будь-яких умов сучасного загальновійськового бою.
До складу військ ППО СВ входять:
| Назва формування                           | Приналежність | Місце дислокації                       |
| ------------------------------------------ | ------------- | -------------------------------------- |
| 38-й зенітний ракетний полк                | ОК «Південь»  | м. Нова Одеса, Миколаївська обл.       |
| 39-й зенітний ракетний полк                | ОК «Захід»    | м. Володимир, Волинська обл.           |
| 1020-й окремий зенітний ракетний полк      |               |                                        |
| 1039-й зенітний ракетний полк              | ОК «Схід»     | смт Гвардійське, Дніпропетровська обл. |
| 1129-й зенітний ракетний полк              | ОК «Північ»   | м. Біла Церква, Київська обл.          |
| полки, батальйони ППО при окремих бригадах | —             | —                                      |

До зенітних ракетних систем та комплексів дивізійної ланки відносяться зенітні ракетні комплекси «Оса», «Куб», «Тор», «Стріла-10».
До зенітних ракетних та зенітних артилерійських комплексів полкової ланки відносяться ЗРК «Стріла-10», ЗГРК «Тунгуска», ПЗРК «Ігла», ЗАК «Шилка».
Військова розвідка
До складу військової розвідки входять:
- 48-й окремий розвідувально-ударний батальйон[8]
- 54-й окремий розвідувальний батальйон
- 74-й окремий розвідувальний батальйон
- 129-й окремий розвідувальний батальйон
- 130-й окремий розвідувальний батальйон
- 131-й окремий розвідувальний батальйон
- 150-й окремий розвідувально-ударний батальйон[9]
- 153-й окремий розвідувально-ударний батальйон[10]

Безпілотні системи
До складу безпілотних систем сухопутних військ входять:
- 6-й зведений загін ударних БпАК «Вій»
- 20-й окремий полк безпілотних систем «К2»[11]
- 419-й окремий батальйон безпілотних систем[12][13]
- 420-й окремий батальйон безпілотних систем[14]
- 423-й окремий батальйон безпілотних систем[15]
- 425-й окремий полк безпілотних систем «Очі»[16]
- 427-й окремий полк безпілотних систем «Рарог»[17]
- 429-й окремий полк безпілотних систем «АХІЛЛЕС»
- 431-й окремий батальйон безпілотних систем «Бродяги»[18]
- 434-й окремий батальйон безпілотних систем[19]

### Навчальні заклади
- 169-й навчальний центр

## Командування
Командувачі:

Штандарт командувача Сухопутних військ ЗСУ.

- 1994—1998: Собков Василь Тимофійович
- 1998—2001: Шуляк Петро Іванович
- 2001—2002: Затинайко Олександр Іванович
- 2004—2006: Петрук Микола Миколайович
- 2006—2007: Фролов Валерій Семенович
- 2007—2009: Свида Іван Юрійович
- 2009—17.01.2014: Воробйов Генадій Петрович

* 06.05.2014—13.01.2016: Пушняков Анатолій Савватійович
- 02.2016: т.в.о. генерал-лейтенант Хомчак Руслан Борисович[22]
- 28.03.2016—05.08.2019: генерал-полковник Попко Сергій Миколайович[23][24]
- 05.08.2019—08.02.2024: генерал-полковник Сирський Олександр Станіславович[25]
- 11.02.2024—29.11.2024: генерал-лейтенант Павлюк Олександр Олексійович
- 29.11.2024—03.06.2025: генерал-майор Драпатий Михайло Васильович[26]
- з 19.06.2025: бригадний генерал Шаповалов Геннадій Миколайович[27][28]

## Військові звання та відзнаки
Оскільки Україна не є країною-членом, кодування звань армій НАТО наведено для зіставлення
Згідно законів України № 205-IX від 17 жовтня 2019 року щодо сержантських звань та № 680-IX від 4 червня 2020 року щодо нових генеральських звань, які набули чинності 01 жовтня 2020 року.
| Код НАТО         | OF-10            | OF-10            | OF-10            | OF-10            | OF-9    | OF-9    | OF-8              | OF-7          | OF-6              | OF-6              | OF-5      | OF-5      | OF-4         | OF-3  | OF-3  | OF-2    | OF-2    | OF-1              | OF-1      | OF-1      | OF(D)              | OF(D)              | OF(D)              | Student Officer                                   | Student Officer                                   | Student Officer                                   |
| ---------------- | ---------------- | ---------------- | ---------------- | ---------------- | ------- | ------- | ----------------- | ------------- | ----------------- | ----------------- | --------- | --------- | ------------ | ----- | ----- | ------- | ------- | ----------------- | --------- | --------- | ------------------ | ------------------ | ------------------ | ------------------------------------------------- | ------------------------------------------------- | ------------------------------------------------- |
| Україна · (Ред.) | Без відповідника | Без відповідника | Без відповідника | Без відповідника |         |         |                   |               |                   |                   |           |           |              |       |       |         |         |                   |           |           |                    |                    |                    | en: Request for creation and upload of a picture! | en: Request for creation and upload of a picture! | en: Request for creation and upload of a picture! |
| Україна · (Ред.) |                  |                  |                  |                  | Генерал | Генерал | Генерал-лейтенант | Генерал-майор | Бригадний генерал | Бригадний генерал | Полковник | Полковник | Підполковник | Майор | Майор | Капітан | Капітан | Старший лейтенант | Лейтенант | Лейтенант | Молодший лейтенант | Молодший лейтенант | Молодший лейтенант | Курсант                                           | Курсант                                           | Курсант                                           |

| Код НАТО         | OR-9                     | OR-9                     | OR-9                    | OR-9                    | OR-9            | OR-9         | OR-8             | OR-8             | OR-7            | OR-7            | OR-6    | OR-6    | OR-6    | OR-6    | OR-6    | OR-6    | OR-5             | OR-5             | OR-5             | OR-5             | OR-5             | OR-5             | OR-4             | OR-4             | OR-3             | OR-3           | OR-2   | OR-2   | OR-2   | OR-2   | OR-2   | OR-2   | OR-1           | OR-1 |
| ---------------- | ------------------------ | ------------------------ | ----------------------- | ----------------------- | --------------- | ------------ | ---------------- | ---------------- | --------------- | --------------- | ------- | ------- | ------- | ------- | ------- | ------- | ---------------- | ---------------- | ---------------- | ---------------- | ---------------- | ---------------- | ---------------- | ---------------- | ---------------- | -------------- | ------ | ------ | ------ | ------ | ------ | ------ | -------------- | ---- |
| Україна · (Ред.) |                          |                          |                         |                         |                 |              |                  |                  |                 |                 |         |         |         |         |         |         |                  |                  |                  |                  |                  |                  | Без відповідника | Без відповідника | Без відповідника |                |        |        |        |        |        |        | Не передбачено |      |
| Україна · (Ред.) | Головний майстер-сержант | Головний майстер-сержант | Старший майстер-сержант | Старший майстер-сержант | Майстер-сержант | Штаб-сержант | Головний сержант | Головний сержант | Старший сержант | Старший сержант | Сержант | Сержант | Сержант | Сержант | Сержант | Сержант | Молодший сержант | Молодший сержант | Молодший сержант | Молодший сержант | Молодший сержант | Молодший сержант | Без відповідника | Без відповідника | Без відповідника | Старший солдат | Солдат | Солдат | Солдат | Солдат | Солдат | Солдат | Рекрут         |      |

## Спорядження та уніформа

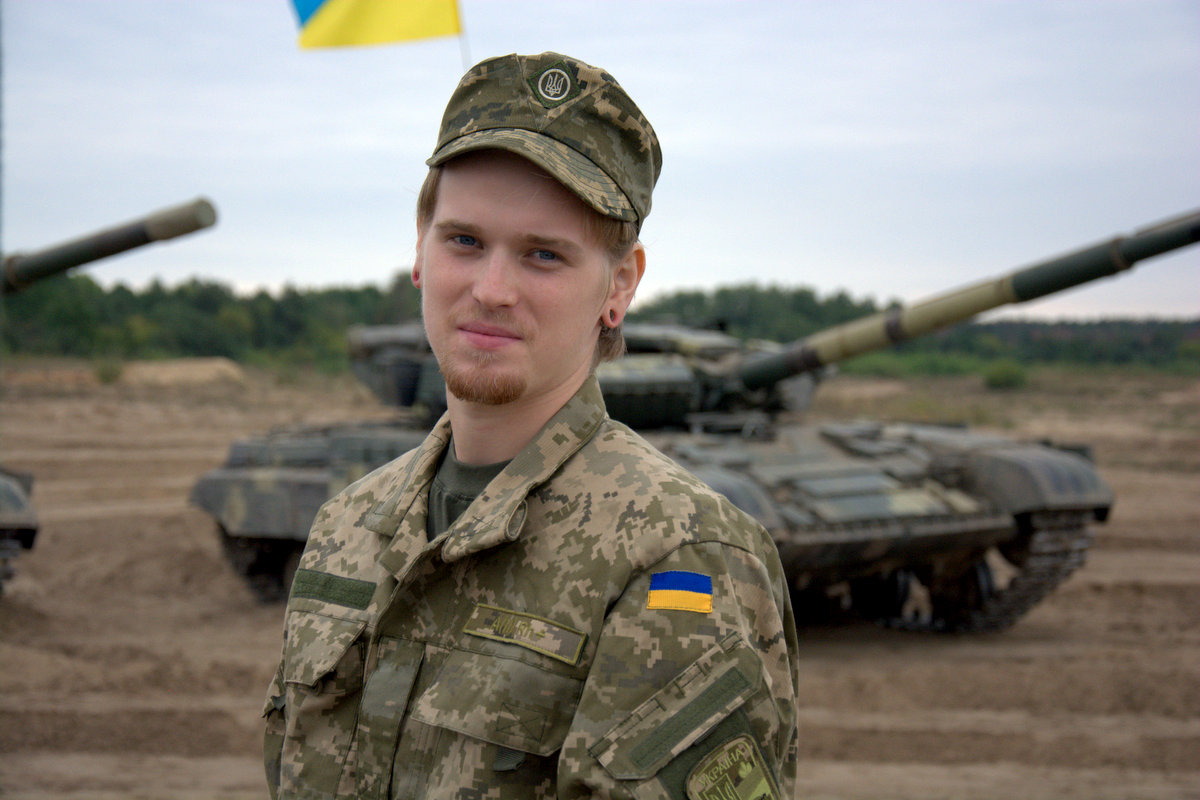
Військовик у стандартному камуфляжному одязі

### Однострій

#### Камуфляж
Офіційно затверджений та стандартизований малюнок камуфляжу для військової форми одягу Збройних Сил України у лютому 2015 року.
| Pantone Textile System | Pale Khaki         | Forest Night       | Silver Sage        | Aloe               | Nutria             |
| ---------------------- | ------------------ | ------------------ | ------------------ | ------------------ | ------------------ |
| Pantone                | PANTONE 15-1216 TC | PANTONE 19-0414 TC | PANTONE 17-0510 TC | PANTONE 17-0620 TC | PANTONE 18-0825 TC |

Незважаючи на те що малюнок ММ-14 був стандартизований та власне оформлений за Міністерством оборони України лише в 2015 році, з середини 2014 року в ньому відшивалася нова польова форма військовослужбовців зразку 2014 року (ТУ У 14.1-00034022-001:2014) та куртка утеплена польова камуфльована.
У червні 2025 року, на запит Головнокомандувача ЗСУ після численних звернень від військовослужбовців, Міністерство оборони України затвердило новий зразок маскувального малюнка ММ-25. Новий український 7-кольоровий деформаційний військовий камуфляж, прийнятий на озброєння Збройними силами України в доповнення до камуфляжа ММ-14. Новий камуфляж відходить від попереднього піксельного шаблону ММ-14 і фактично є адаптованою версією комерційного камуфляжа «Мультикам» (англ. MultiCam).

#### Літня польова форма
Форма виготовлена за натівськими стандартами. Вона із української вогнетривкої тканини, яка під час пожежі не прилипає до тіла, а лише тліє.
До складу комплекту літньої польової форми входять:
- кепки-мазепинки і панами;
- кітель і штани;
- футболка і труси;
- шкарпетки і берці.

20 травня 2015 року стало відомо, що Міноборони замовляє понад 400 тис. комплектів літнього польового костюма
Цього року ми замовляємо понад 400 тисяч комплектів літнього польового одягу для військовослужбовців. На сьогоднішній день контракти підписані на 97 тисяч, поставлено 85 тисяч, — повідомила Неллі Стельмах. — 20 тисяч буде поставлено протягом найближчих 20 днів. Далі вступають в дію нові контракти, це 160 тисяч, які будуть поставлятися протягом півтора-двох місяців, — додала вона.
Також необхідно близько 200 тис. комплектів зимової форми, при цьому на даний момент поставлено 67 тис. утеплених штанів і 77 тис. курток.
12 жовтня 2017 року відбулась презентація на якій було продемонстровано новації в матеріально-технічному забезпеченні ЗСУ. Серед представленого Головним управлінням розвитку та супроводження матеріального забезпечення ЗСУ був Добовий польовий набір продуктів нового зразку. Були показані новації в речовому забезпеченні — останні прийняті розробки та елементи одностроїв, амуніції та спорядження. Також було продемонстровано зразок нового намету замість наявних зараз у війська УСБ-56, проект та макет казарм поліпшеного типу для військовослужбовців контрактної служби, які зараз будуються та за два роки планується розмістити у них 22 тис. військовослужбовців. З наявної інформації казарми поліпшеного типу зараз будуються майже в усіх областях. Загалом у цьому році заплановано здача 91 таких об'єктів, у наступному — 93.